# Ebbe Schwartz
Ebbe Schwartz (Skagen, 3 de mayo de 1901-Honolulu, 19 de octubre de 1964) fue un dirigente deportivo danés.
Desde 1950 y hasta su muerte en 1964, fue presidente de la Unión Danesa de Fútbol, el máximo organismo futbolístico de Dinamarca. El 22 de junio de 1954 se convirtió en el primer presidente de la historia de la UEFA, cargo que desempeñó hasta abril de 1962. Desde entonces y hasta su fallecimiento fue miembro del comité ejecutivo y vicepresidente de la FIFA.
Durante su mandato al frente del máximo organismo europeo vieron la luz las principales competiciones continentales como la Copa de Europa (1955), la Copa de Ferias (1955), la Recopa de Europa (1961) o la Eurocopa de Naciones (1958). Asimismo, durante su mandato la sede de la UEFA se trasladó del emplazamiento original, en París, Francia, a Berna, Suiza. El propio Schwartz presidió la inauguración de las nuevas oficinas, el 4 de enero de 1960.